# William Edward David Allen
William Edward David Allen (1901-1973) fue un periodista, historiador y político británico, de origen irlandés.

## Biografía
Nacido en Londres en 1901 y de origen irlandés, fue miembro del Parlamento con el Partido Unionista del Ulster entre 1929 y 1931, después perteneció al New Party, para más tarde entrar en la órbita de la Unión Británica de Fascistas (BUF). Durante la Segunda Guerra Mundial sirvió en el Ejército británico. Se casó en 1943 con una mujer rusa llamada Natasha. Falleció en Dublín en septiembre de 1973.
Fue autor de obras como The Turks in Europe, a sketch-study (1919), A History of the Georgian People (1932), prologado por Edward Denison Ross, The Ukraine — A History (1940), Guerrilla War in Abyssinia (1943), Caucasian Battlefields (1953), junto a Paul Muratoff, David Allen's: The History of a Family Firm, 1857-1957 (1957), The poet and the spae-wife: an attempt to reconstruct al-Ghazal's embassy to the Vikings (1960) o Problems of the Turkish Power in the Sixteenth Century (1963), entre otras. También fue editor de Russian Embassies to the Georgian Kings (1589-1605) (1970).